# Ульянка (платформа)
Улянка — залізнична платформа Жовтневої залізниці на напрямках Санкт-Петербург — Каліщі та Санкт-Петербург — Гатчина-Балтійська. Платформа розташована в однойменному муніципальну утворенні Улянка в Кіровському районі Санкт-Петербурга.
Платформа для поїздів, що прямують у напрямку від Санкт-Петербурга, обладнана трьома бічними сходами (сходи з боку пр. Народного Ополчення), крім цього, є підземний перехід, для переходу на 2-гу платформу до потягів, що прямують у напрямку Санкт-Петербурга. На платформі є каси з продажу квитків. Центральні частини платформ мають навіси від опадів.